# Wyżni Łomnicki Przechód
Wyżni Łomnicki Przechód (słow. Vyšné sedielko pod Lomnickou kopou) – niewybitna przełęcz w południowo-zachodniej grani Łomnickiej Kopy, będącej odgałęzieniem południowej grani Łomnicy. Jest położonym najwyżej z trzech Łomnickich Przechodów (pozostałe to Pośredni Łomnicki Przechód i Niżni Łomnicki Przechód).
Z Wyżniego Łomnickiego Przechodu na południe i dalej na południowy zachód zbiega Siklawiczny Żleb. Przełęcz jest wyłączona z ruchu turystycznego. Najdogodniejsza droga dla taterników prowadzi z Doliny Małej Zimnej Wody w poprzek Małego Siklawicznego Żlebu i dalej przez Siklawiczny Żleb. Inne drogi wiodą na przełęcz z Niżniego Łomnickiego Karbu i granią z Pośredniego Łomnickiego Przechodu.
Pierwsze wejścia:
- letnie – György Koromzay junior, Mikuláš Mlynárčik i Károly Piovarcsy, 14 sierpnia 1921 r.,
- zimowe – Valerian Karoušek i Jaroslav Sláma, 11 kwietnia 1952 r.[2]